# ماريت بيورغن

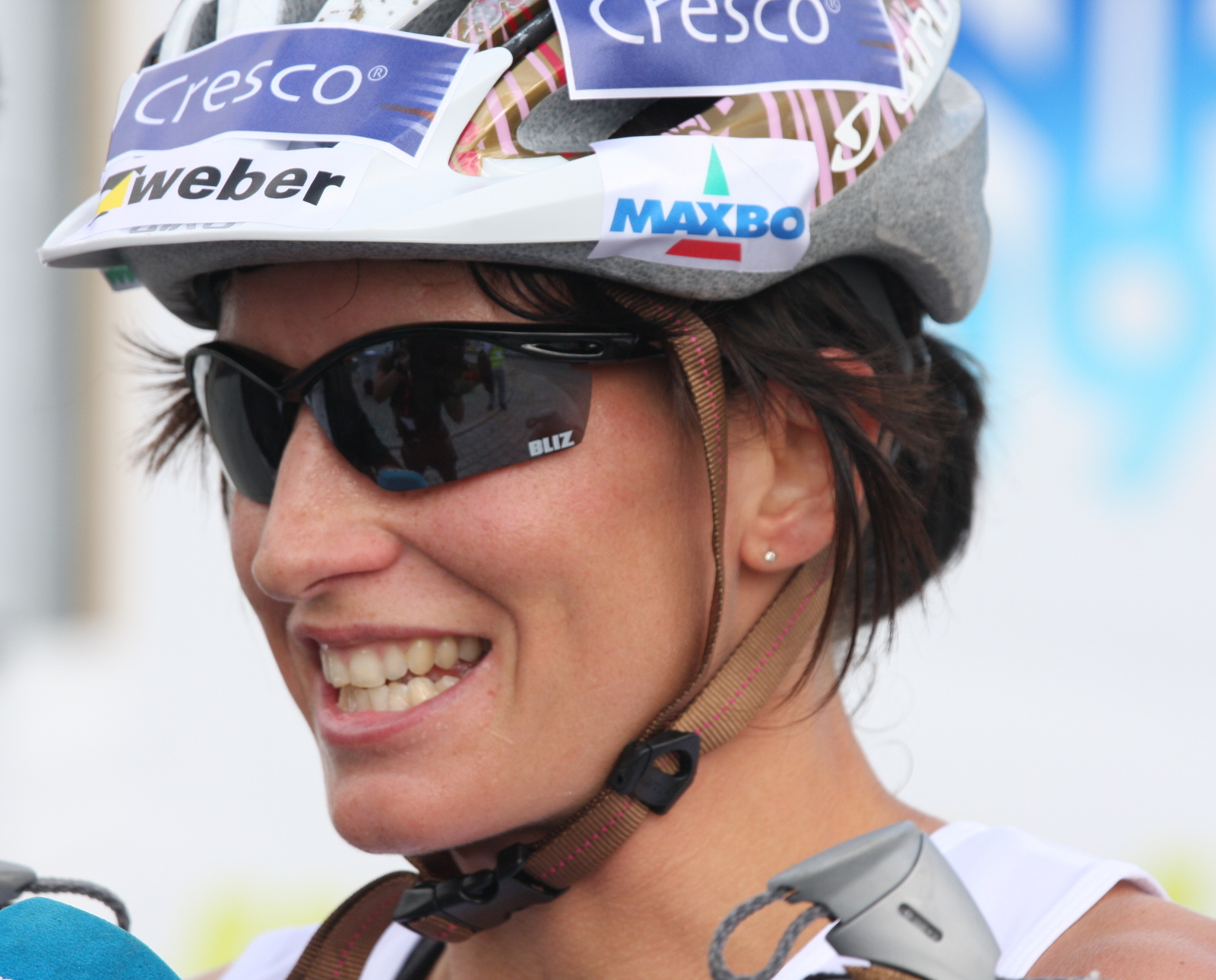

ماريت بيورغن (Marit Bjørgen) هي لاعبة أولمبية لرياضة تزلج ريفي من النرويج. شاركت في الأولمبياد الشتوي في 2002–2010، وفازت بما مجموعه 7 ميداليات.

## الميداليات
| ذهب | فضة | برونز | المجموع |
| 3   | 3   | 1     | 7       |

## روابط خارجية
- ماريت بيورغن على موقع IMDb (الإنجليزية)
- ماريت بيورغن على موقع الموسوعة البريطانية (الإنجليزية)
- ماريت بيورغن على موقع الاتحاد الدولي للتزلج (التزلج الريفي) (الإنجليزية)
- ماريت بيورغن على موقع اللجنة الأولمبية الدولية (الإنجليزية)
- ماريت بيورغن على موقع أوليمبيديا (الإنجليزية)